# Église de Smolensk (Souzdal)
L'église de Smolensk ou Église de l'icône de Smolensk de Notre-Dame (en russe : Церковь Смоленской иконы Божьей Матери) est une église orthodoxe d'architecture russe de la fin du XVIIe siècle, début du XVIIIe siècle située dans la ville de Souzdal. Elle est située au no 148a de la rue Lénine, l'artère principale de la ville.

## Histoire
L'édifice fut construit entre 1696—1706, dans le faubourg de Skoutchilikha, et appartenait au Monastère du Sauveur-Saint-Euthyme. Il est situé dans la partie nord de Souzdal, à l'est des murs du monastère. Ce faubourg était peuplé d'artisans dont beaucoup travaillaient à la construction des monastères. L'église est le lieu de culte d'été (non chauffé) pour les paroissiens et par la suite une autre église est construite à côté pour l'hiver : l'église Siméon Stolpnik. Les deux églises ont été construites à l'emplacement antérieur d'un bois. Plus tardivement un clocher est construit en style classique entre les deux édifices. Depuis lors, la paroisse est devenue partie intégrée à la ville et ces églises se trouvent dans la partie nord de celle-ci dans la rue Lénine, qui traverse tout Souzdal. Elles se situent de l'autre côté de la rue en face des murs du Monastère du Sauveur-Saint-Euthyme. En 1960, l'architecte О. G. Gouseva dirigea la restauration.

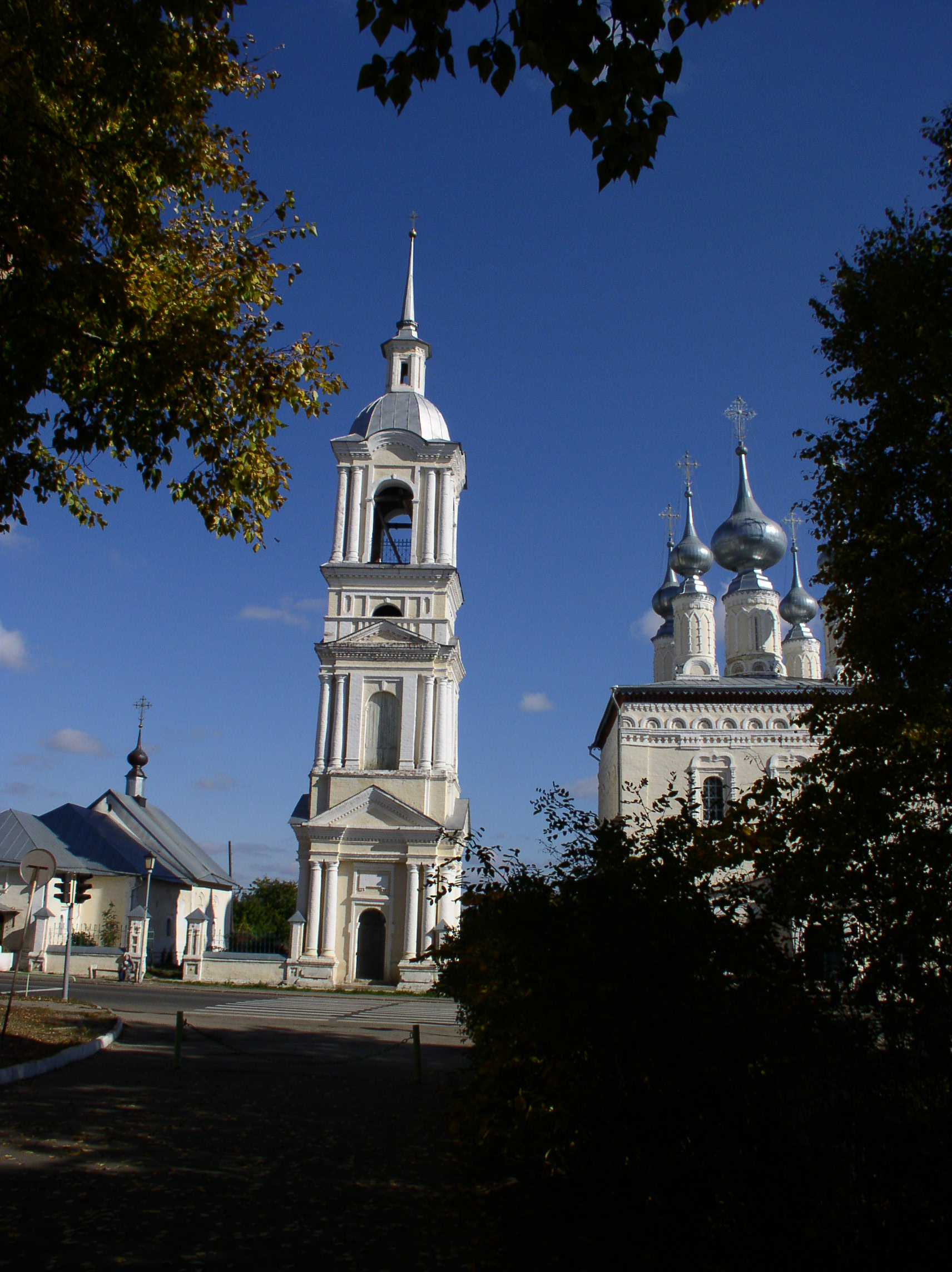
de gauche à droite : Église d'hiver Siméon- le clocher- l'église d'été de Smolensk

## Architecture
De plan carré, l'église est surmontée de 5 coupoles en forme de bulbes et précédée d'un petit parvis (paperte) surmonté d'un fronton. Les murs des façades sont larges, et surmontés en hauteur par de grandes fenêtres, entourées d'une décoration de colonnettes et surmontées de plusieurs frises en briques. Les cinq coupoles en forme de bulbes reposent sur de hauts et fins tambours. Sur la partie supérieure des façades, sous la corniche, court une frise de petits kokochniks alignés.

## Liens
- Суздаль. Смоленская и Симеоновская церкви(églises de Siméon et de Smolensk)
- Круговая панорама Смоленской и Симеоновской церквей (vue panoramique)